# Challenger de Barletta 2023
El torneo Open Città della Disfida 2023 fue un torneo de tenis perteneció al ATP Challenger Tour 2023 en la categoría Challenger 75. Se trató de la 23ª edición; el torneo tuvo lugar en la ciudad de Barletta (Italia), desde el 3 hasta el 9 de abril de 2023 sobre pista de tierra batida al aire libre.

## Jugadores participantes del cuadro de individuales
| Favorito | País                       | Jugador              | Rank1 | Posición en el torneo |
| -------- | -------------------------- | -------------------- | ----- | --------------------- |
| 1        | Bandera vacío              | Alexander Shevchenko | 101   | Primera ronda         |
| 2        | Bandera de Austria         | Filip Misolic        | 150   | Primera ronda         |
| 3        | Bandera de Italia          | Franco Agamenone     | 166   | Semifinales           |
| 4        | Bandera de Francia         | Benoît Paire         | 170   | Primera ronda         |
| 5        | Bandera de Italia          | Francesco Maestrelli | 171   | Primera ronda         |
| 6        | Bandera de Francia         | Laurent Lokoli       | 172   | Cuartos de final      |
| 7        | Bandera de República Checa | Zdeněk Kolář         | 174   | Segunda ronda         |
| 8        | Bandera de Italia          | Flavio Cobolli       | 177   | Primera ronda         |

- 1 Se ha tomado en cuenta el ranking del 20 de marzo de 2023.

### Otros participantes
Los siguientes jugadores recibieron una invitación (wild card), por lo tanto ingresan directamente al cuadro principal (WC):
- Federico Arnaboldi
- Flavio Cobolli
- Gianluca Mager

Los siguientes jugadores ingresan al cuadro principal tras disputar el cuadro clasificatorio (Q):
- Jacopo Berrettini
- Edoardo Lavagno
- Stefano Napolitano
- Julian Ocleppo
- Gabriele Piraino
- Stefano Travaglia

## Campeones

### Individual Masculino
- Shintaro Mochizuki derrotó en la final a  Santiago Rodríguez Taverna, 6–1, 6–4

### Dobles Masculino
- Jacopo Berrettini /  Flavio Cobolli derrotaron en la final a  Zdeněk Kolář /  Denys Molchanov, 1–6, 7–5, [10–6]